# أندريه غاي
أندريه غاي (بالفرنسية: André Guy) (3 مارس 1941 في بورغ-أون-بريس) لاعب كرة قدم فرنسي معتزل كان يجيد اللعب في مركز المهاجم .
أبرز إنجازاته تتويجه بقلب هداف بطولة دوري الدرجة الأولى الفرنسي عندما كان لاعبا في نادي ليون موسم 1968-1969 . كما شارك مع منتخب فرنسافي 8 مباريات دولية مسجلا هدفين في الفترة من 1964 إلى 1968 .

## وصلات خارجية
- أندريه غاي على موقع الاتحاد الأوربي (الإنجليزية)
- أندريه غاي على موقع قاعدة بيانات كرة القدم.إي يو (الإنجليزية)
- أندريه غاي على موقع ناشيونال فوتبول تيمز (الإنجليزية)